# Saidpura
Saidpura es una ciudad censal situada en el distrito de Haridwar,  en el estado de Uttarakhand (India). Su población es de 5640 habitantes (2011). 

## Demografía
Según el censo de 2011 la población de Saidpura era de 5640 habitantes, de los cuales 2985 eran hombres y 2655 eran mujeres. Saidpura tiene una tasa media de alfabetización del 74,43%, inferior a la media estatal del 78,82%: la alfabetización masculina es del 82,77%, y la alfabetización femenina del 65,05%.